# Џамија у Придворици
Џамија у Придворици је национални споменик Босне и Херцеговине. Налази се у близини Гацка у Републици Српској. Џамија је током историје више пута рушена и обнављана. Данашње здање обновљено је 2018. године. Од 2013. године уврштена је у списак националних споменика Босне и Херцеговине као историјски споменик.

## Локација добра
Џамија у Придворици налази се северозападно од Гацка. Саграђена је у Борачкој ували у горњем току реке Неретве на око 12 километара од места Чемерног. У близини џамије налази се пут који повезује Фочу и Гацко.
У периоду градње џамије, ово подручје припадало је Мостарском округу кајмакамлуку и Гатачком срезу мурдирлуку..

## Опис добра
Нису сачувани подаци када је првобитна џамија у Придворици изграђена. Према начину градње, верује се да она датира из друге половине 19. века. Забележено је да је прва већа обнова била 1938. године када је дрвени мунар замењен каменим.) Током Другог светског рата, џамија је порушена. Уз помоћ прикупљања прилога код локалног становништва, Џамија у Придворици је обновљена у периоду 1965-1967. године.. Џамија је поново порушена током оружаних сукоба из деведесетих година 20. века, да би године 2018. била поново обновљена и отворена за вернике.
Џамија је имала правоугле основе од око 115 квадрата. Зидови су саграђени од клесаног камена и обојени са спољашње и унутрашње стране. Простор софа је био озидан са три страна док је кров био на четири вода и прекривен црепом. Мунара џамије је такође била од камена и прекривена лименим кровом. Симетрично у односу на улазна врата налазила су се два дрвена прозора. Прозорска окна била су постављена и на југоисточној и на североисточној фасади.
Харем џамија у Придворици био је карактеристичан по свом улазу испред којег су се налазили средњовековни стећци. Камени зид са југоисточне стране џамије и даље је сачуван.
Џамија је порушена током рата у Босни и Херцеговини и потпуно реконструисана и изграђена јула 2018. године.

## Степен заштите
Џамија у Придворици није била уписана у Регистар споменика културе Социјалистичке Републике Босне и Херцеговине. Године 2010. вршено је испитивање, мапирање и проучавање локалитета у Гацку. Комисија за очување националних споменика у Босни и Херцеговини је, крајем априла 2013. године, прогласила место и остаци историјског споменика — Џамија у Придворици код Гацка националним спомеником.